# Fosfato di tricresile
Il fosfato di tricresile (abbreviato in TCP), è una miscela di tre composti organofosfati isomerici utilizzati in particolare come ritardante di fiamma e nella produzione di lacche e vernici come plastificante. Il fosfato di tricresile puro è un liquido viscoso incolore, sebbene i campioni commerciali siano tipicamente gialli. È praticamente insolubile in acqua, ma facilmente solubile in solventi organici come toluene, esano e etere dietilico, tra gli altri. Fu sintetizzato da Alexander Williamson nel 1854 dopo aver fatto reagire il pentacloruro di fosforo con il cresolo (una miscela di para, orto e metaisomeri del metilfenolo), sebbene i produttori odierni possano preparare il TCP mescolando il cresolo con ossicloruro di fosforo o anche acido fosforico. Il fosfato di tricresile, in particolare l'isomero tutto-orto, è l'agente eziologico di numerosi avvelenamenti acuti. Anche la sua tossicità cronica è fonte di preoccupazione. L'isomero orto è usato raramente da solo a causa della sua natura estremamente tossica al di fuori degli studi di laboratorio che richiedono la purezza isomerica, ed è generalmente escluso dai prodotti commerciali in cui è coinvolto il fosfato di tricresile.

## Isomeri
Gli isomeri più pericolosi sono considerati quelli contenenti orto isomeri, come il tri-orto-cresil fosfato (TOCP). L'Organizzazione mondiale della sanità ha dichiarato nel 1990 che "A causa della notevole variazione tra gli individui nella sensibilità al TOCP, non è possibile stabilire un livello di esposizione sicuro" e "il TOCP è quindi considerato un grave pericolo per la salute umana". Pertanto, sono stati compiuti sforzi strenui per ridurre il contenuto degli isomeri orto nel fosfato di tricresile commerciale, qualora esista il rischio di esposizione umana. Tuttavia, i ricercatori dell'Università del Washington hanno scoperto che gli isomeri TCP non orto presenti negli oli sintetici per motori a reazione inibiscono alcuni enzimi.

## Calamità sanitarie da TCP
Il fosfato di tricresile è stato la fonte di un'epidemia di polineuropatia acuta nel 1977 in Sri Lanka, dove 20 ragazze tamil sono state avvelenate da dell'olio di semi di sesamo contaminato dal TCP. È una sostanza tossica che provoca neuropatia, paralisi delle mani e dei piedi e/o morte sia per gli esseri umani che per gli animali. Può essere ingerito, inalato o addirittura assorbito attraverso la pelle. Il suo isomero orto è notoriamente noto come fonte di numerosi focolai neurotossici ritardati nel corso della storia recente. I prodotti commerciali contemporanei in genere contengono solo i para- e meta-isomeri del fosfato di tricresile a causa della mancanza di potenziale neurotossico all'interno di questi isomeri.
Il primo evento di avvelenamento di massa noto da TOCP iniziò già nel 1899 quando a sei pazienti ospedalieri francesi fu somministrata una miscela per la tosse di fosfocresoto contenente il composto organofosfato. Il farmacista Jules Brissonet aveva sintetizzato questo composto nella speranza di curare la tisi polmonare (tubercolosi), ma subito dopo la somministrazione tutti e 6 i pazienti hanno sviluppato polineuropatia. Gli annunci cartacei originali descrivevano questo fosfocresoto come:
Il più grande avvelenamento di massa da parte del TOCP si è verificato nel 1930 con l'introduzione della bevanda popolare "Ginger Jake" (o Jamaica "Jake") durante l'era del proibizionismo negli Stati Uniti. Sebbene la bevanda fosse un sostituto principale dell'alcol durante questo periodo in cui tutte le bevande alcoliche erano state bandite dal governo degli Stati Uniti, era anche elencata come cura per "malattie assortite" nella farmacopea statunitense e quindi facile da acquisire. Fino a 100.000 persone sono state avvelenate e 5.000 paralizzate quando un produttore di Ginger Jake ha aggiunto Lindol, un composto costituito principalmente da TOCP, al prodotto. Il motivo esatto per cui il TOCP è stato trovato in Ginger Jake è controverso; alcune fonti affermano che fosse per estrarre ulteriormente la radice della Giamaica, altre per annacquare la bevanda, e un'altra come risultato della contaminazione da oli lubrificanti. Le abbuffate di Ginger Jake hanno portato a quella che era nota come una "camminata di Jake", in cui i pazienti hanno sperimentato un'andatura molto irregolare causata dall'intorpidimento delle gambe, seguito da un'eventuale paralisi dei polsi e dei piedi. In riviste mediche è stato descritto che ha prodotto una sindrome neurodegenerativa da neuropatia ritardata indotta da organofosfati (OPIDN), "caratterizzata da lesioni assonali distali, atassia e degenerazione neuronale nel midollo spinale e nel sistema nervoso periferico".
Nel 1932, 60 donne europee hanno subito un avvelenamento da TOCP per mezzo dell'Apiol, un farmaco che induce l'aborto. Questa droga, formata dal composto fenilpropanoide (l'apiolo) estratto dalle foglie di prezzemolo, è stata sfruttata nel corso della storia - e anche conosciuta dallo stesso Ippocrate - come agente per interrompere le gravidanze. La contaminazione del farmaco moderno nel 1932 non fu accidentale, ma piuttosto inclusa come "stimolo aggiuntivo". Chi ha preso la pillola ha sperimentato coma, convulsioni, paralisi della parte inferiore del corpo (paraplegia) e spesso la morte. Apiol è stato successivamente criticato da medici, giornalisti e attivisti allo stesso modo fino al suo divieto, adducendo che i pericoli erano troppo grandi e che il numero di avvelenamenti era probabilmente superiore a quanto contabilizzato.
Altri avvelenamenti di massa includono:
- 60 sudafricani furono avvelenati dopo aver usato olio da cucina contaminato che era stato immagazzinato in fusti che precedentemente immagazzinavano olio lubrificante nel 1937.
- In due incidenti separati nel 1940, 74 e almeno 17 uomini in unità dell'esercito svizzero subirono un'epidemia simile quando il loro olio da cucina venne contaminato con olio di mitragliatrice. Divennero noti come i "soldati del petrolio".
- 11 sudafricani hanno utilizzato l'acqua dei fusti di una fabbrica di vernici che precedentemente immagazzinava il TOCP negli anni '50.
- 10.000 persone in Marocco sono state avvelenate quando hanno consumato olio da cucina contaminato con olio lubrificante per jet nel 1959.
- Centinaia di tedeschi nelle città di Eckernförde (1941) e Kiel (1945), quando i lubrificanti per siluri venivano usati come sostituti dell'olio da cucina, "organizzati" dal "mercato nero". Questo era comune ad esempio dopo la prima guerra mondiale, poiché l'olio era di origine naturale fino a quando nella seconda guerra mondiale fu aggiunto il TOCP per scopi termici. Ci furono gravi danni fisici e neurologici, e la malattia è stata chiamata "Eckernförder Krankheit" (malattia di Eckernfoerde).

## Sindrome aerotossica
Il fosfato di tricresile viene utilizzato come additivo nell'olio per motori a turbina e può potenzialmente contaminare la cabina di un aereo di linea tramite un "evento di fumi" dell'aria di spurgo. Sindrome aerotossica è il nome dato ai presunti effetti negativi (con sintomi tra cui perdita di memoria, depressione e schizofrenia) causati dall'esposizione ai prodotti chimici del motore. Tuttavia, gli studi finanziati dall'industria nel Regno Unito non hanno trovato un collegamento tra fosfato di tricresile e problemi di salute a lungo termine.

## Sicurezza

### Animali
Negli studi sui lori lenti (Nyticebus coucang coucang) sono stati trovati numerosi effetti cronici a causa di applicazioni topiche. Anche lo sviluppo placentare dei mammiferi è stato influenzato negativamente.

### Metabolismo
Sebbene il TOCP sia escreto principalmente attraverso le urine e le feci, è parzialmente metabolizzato dal sistema epatico del citocromo P450. I percorsi includono l'idrossilazione in uno o più gruppi metilici, la de-arilazione (rimozione di un gruppo o-cresile) e la conversione dei gruppi idrossimetilici in un'aldeide o in un acido carbossilico.
Il primo passaggio si traduce in un intermedio di saligenina ciclico o-tolil fosfato (SCOTP), una neurotossina. Il primo passo del metabolismo del TOCP è rappresentato per mezzo di strutture chimiche. Questo intermedio è in grado di inibire l'esterasi bersaglio della neuropatia (NTE) e si traduce nella classica neuropatia ritardata indotta da organofosfati (OPIDN). In tandem, TOCP esercita un danno fisico provocando la distruzione assonale e la disintegrazione della mielina all'interno dei neuroni.
Oltre alla formazione di SCOTP, le interazioni tra TOCP e due diversi complessi del citocromo P450 umano (1A2 e 3A4) possono ulteriormente produrre 2-(orto-cresil)-4H-1,2,3-benzodiossofosforan-2-one (CBDP). Questo metabolita può legarsi alla butirilcolinesterasi (BuChE) e/o all'acetilcolinesterasi (AChE).
Il legame con BuChE non provoca effetti avversi, poiché il suo ruolo tipico è quello di legarsi in modo covalente ai veleni organofosfati e di disintossicarli mediante inattivazione. I pericoli nel metabolizzare il TOCP in CBDP si verificano quando la sua tendenza a legarsi all'AChE diventa imminente, poiché l'inattivazione dell'enzima nelle sinapsi nervose può essere letale. L'enzima svolge un ruolo equivalente nel terminare la trasmissione dell'impulso nervoso "idrolizzando il neurotrasmettitore acetilcolina". Dopo l'inattivazione, l'acetilcolina non può più essere scomposta nel corpo e provoca spasmi muscolari incontrollabili, respirazione paralizzata (bradicardia), convulsioni, e/o morte. Fortunatamente, il TOCP è considerato un debole inibitore dell'AChE.

### Esordio e trattamento
Nell'uomo, i primi sintomi sono debolezza/paralisi delle mani e dei piedi su entrambi i lati del corpo a causa di danni al sistema nervoso periferico (polineuropatia) e sensazione di formicolio (parestesie). L'esordio avviene in genere tra 3 e 28 giorni dall'esposizione iniziale. Se ingerito, può essere preceduto da sintomi gastrointestinali che includono nausea, vomito e diarrea. I tassi di metabolismo variano a seconda della specie e dell'individuo; alcune persone hanno sviluppato una polineuropatia grave dopo aver ingerito 0,15 g di TOCP. Sebbene la morte sia rara nei casi di esposizione acuta, il risultato della paralisi può durare mesi o anni a causa delle differenze di sesso, età e via di esposizione. Il trattamento cardine è la fisioterapia per ripristinare l'uso delle mani e dei piedi, anche se possono essere necessari fino a 4 anni per riguadagnare solo una frazione del controllo motorio.
L'esposizione al TOCP è stata caratterizzata da un elenco di osservazioni:
- I livelli di colinesterasi rimarranno invariati o non mostreranno cambiamenti significativi.
- L'elettromiografia mostrerà reazioni parziali o complete di degenerazione.
- Un aumento di proteine nel liquido cerebrospinale.
- Gonfiore delle ghiandole parotidee (non dolente).